# Caenorhabditis dolichura
Caenorhabditis dolichura är en rundmaskart. Caenorhabditis dolichura ingår i släktet Caenorhabditis och familjen Rhabditidae. Inga underarter finns listade i Catalogue of Life.